# Neus Garriga Turón
Neus Garriga Turón (Malgrat de Mar, 18 d'octubre de 1978) és una regatista de vela catalana. Va participar en els Jocs Olímpics de Sydney 2000 (on va aconseguir el 4t lloc a la Classe Europa) i en els d'Atenes de 2004, convertint-se en l'única regatista espanyola que ha acudit a dues edicions dels Jocs Olímpics.
Al llarg de la seva carrera, Garriga ha entrenat majoritàriament al Club Nàutic El Balís, als afores de Barcelona.

## Trajectòria
Va començar a navegar als 8 anys a la classe optimist, i formaria part de la Selecció Catalana de Vela durant tres anys (1991-1993).
Als 15 anys, va decidir passar-se a la classe olímpica Europe, seguint els passos del seu germà gran, i seria en aquest moment quan malgrat la seva joventut, va entrar a formar part de l'Equip Preolímpic Espanyol de Vela.
L'any 1996 va fer d'espàrring de qui va ser la seva entrenadora en iniciar-se en la vela. Així, va entrenar amb Helen Montilla per a la preparació dels Jocs Olímpics d'Atlanta de 1996. Aquesta experiència li va permetre viure de prop una preparació Olímpica.
El seu primer podi internacional va arribar al 1997, en el Campionat d'Europa Juvenil de la classe Europe a Tönsberg, Noruega, aconseguint la Medalla de Plata, resultat que li donaria el passaport per figurar com a Esportista d'Alt Nivell en el BOE. La seva brillant evolució encara en categoria Juvenil, va fer que li fos atorgada una Beca d'estada interna en la Residència Blume de Barcelona entre els anys 1997 a 1999.
L'any 1999, va aconseguir la medalla de Plata en la Universiada de Palma a la classe Europe.
En els seus primers Jocs Olímpics, Sydney 2000, va aconseguir el 4t lloc i el Diploma Olímpic, sent en aquest moment, la representant més jove de l'Equip Espanyol de Vela. Allà, va obtenir el millor resultat de la seva carrera en el sisè lloc superant la resta de competidores, però una bandera negra en l'última de les onze curses la va penalitzar, deixant-la en quart lloc, amb un total de 61 punts.
Quatre anys més tard, va participar també en els JJOO d'Atenes 2004, convertint-se en l'única regatista espanyola que ha acudit a dues edicions dels Jocs Olímpics a la Classe Europe.
Després de l'olimpíada d'Atenes, Neus es va retirar de la seva carrera esportiva, per centrar-se en la finalització dels seus estudis.
Actualment, treballa com a Ortodontista, compaginant-ho amb la seva labor d'assessora tècnica de l'Equip de Regates del Club de Vela de Blanes i amb la pràctica de la vela en classe creuer RC. (Equip Maltesers 2008 i Equip Stelle Olimpiche 2009-2010)